# Chestnut – Der Held vom Central Park
Chestnut – Der Held vom Central Park (Originaltitel: Chestnut: Hero of Central Park) ist ein US-amerikanischer Kinderfilm aus dem Jahr 2004 mit Makenzie Vega und Abigail Breslin in den Hauptrollen.

## Handlung
Die Geschwister Sal und Ray wachsen in einem katholischen Waisenhaus in New York City auf. Eines Tages finden sie einen Welpen, den sie Chestnut nennen und im Waisenhaus versteckt halten. Als Sal und Ray von dem kinderlosen Paar Laura und Matt adoptiert werden, nehmen sie die junge Dänische Dogge heimlich mit. Da Matt Allergiker ist und in der gemeinsamen Appartementwohnanlage unweit des Central Parks Hunde nicht erlaubt sind, halten die Mädchen ihren Hund weiter versteckt, während dieser heranwächst und sich im Wohnviertel Einbrüche häufen. Der ausgewachsene Chestnut lässt sich nicht länger verstecken, so dass zunächst Haushälterin Rosa und letztlich auch Matt und Laura von dem Tier erfahren, es aber ins Herz schließen und gerne behalten würden. Der hartherzige Vermieter Trundle untersagt jedoch die Hundehaltung und stellt die Tomleys vor die Alternative, den Hund abzuschaffen oder auszuziehen. Verzweifelt flieht Sal mit Chestnut in den Central Park, wo sie letztlich aufgefunden wird und den Hund zurücklässt. Auf sich allein gestellt, begegnet Chestnut den Einbrechern, welche gerade in Trundles Wohnung eindringen. Chestnut folgt den Verbrechern, stellt diese in Trundles Wohnung und warnt den schlafenden Trundle. Beim Kampf mit den Einbrechern wird Chestnut schwer verletzt. Trundle erkennt, dass er von Chestnut gerettet wurde und erlaubt fortan Haustiere in seinen Wohnungen. Chestnut erholt sich von seiner Stichverletzung und Sal und Ray spenden die von Trundle auf die Ergreifung der Einbrecher ausgesetzte Belohnung an das Waisenhaus.

## Veröffentlichung
Der Film wurde am 21. Oktober 2004 in den Vereinigten Staaten auf dem Heartland Film Festival uraufgeführt und lief ab Mai 2006 in den kanadischen Kinos. In weiten Teilen Europas erschien der Film direkt auf DVD, in Deutschland als TV-Premiere am 17. November 2007.